# 国立東華大学中国語センター
国立東華大学中国語センター（東華華語センター; 台湾華語: 國立東華大學華語文中心）は、台湾花蓮にある国立東華大学（NDHU）が運営する台湾で最も優れた中国語第二言語学習の学校。2019年には、東華中国語センターの学生はTOCFLで100%の合格率を達成した。2021年には、東華中国語センターは米国の大学に2つの海外中国語学校を設立した。

## 台湾華語BESTプログラム
東華華語センターは、教育部（MOE）によって台湾華語BESTプログラムの台湾ベスト10マンダリンセンターに選ばれ、米国、ヨーロッパ、オーストラリアで台湾のマンダリン教育を共同で推進している。台湾華語BESTプログラムでは、東華華語センターは台湾政府から92.58％の経費支援を受け、米国のハワード大学とオークランド大学に2つの海外マンダリン語学センターを設置し、パートナー大学に高品質のマンダリン教育を提供した。

## 台湾・ヨーロッパ連携奨学金
国立東華大学は、外交部（MOFA）が設立した台湾・ヨーロッパ連携奨学金プログラムの9つの大学の一つに選ばれた。このプログラムは、台湾とヨーロッパの大学が学校間のパートナーシップを通じて学術協力を確立または拡大することを奨励するもので、ヨーロッパからの学生を台湾に招き、台湾語を学び、台湾の学生と交流することを目的としている。
2021年、東華華語センターは、ロンドン・スクール・オブ・エコノミクス、エジンバラ大学、東洋アフリカ研究学院、ベルリン自由大学、オルデンブルク大学、ギーセン大学などの大学から来た15人のヨーロッパ人学生（イギリス、ドイツ、ポーランド、スペインなど）を初めて受け入れた。

## 学位プログラム
東華華語センターは、国立東華大学人文社会科学部（中国語: 國立東華大學人文社會科學學院）と共同で、中国語と書道の教育（TCLC）の修士号と第二言語としての中国語教育（TCSL）の博士号の2つのプログラムを提供している。これらのプログラムは、中国語教育の理論と実践に関する専門知識を提供するだけでなく、書道の芸術と文化にも触れることができる。東華華語センターは、国際的な視野と文化的な感性を持つ中国語教師や研究者を育成することを目指している。